# BN-600
BN-600 est le nom d'un prototype de réacteur à neutrons rapides refroidi au sodium liquide, construit à la centrale nucléaire de Beloïarsk (Russie). 

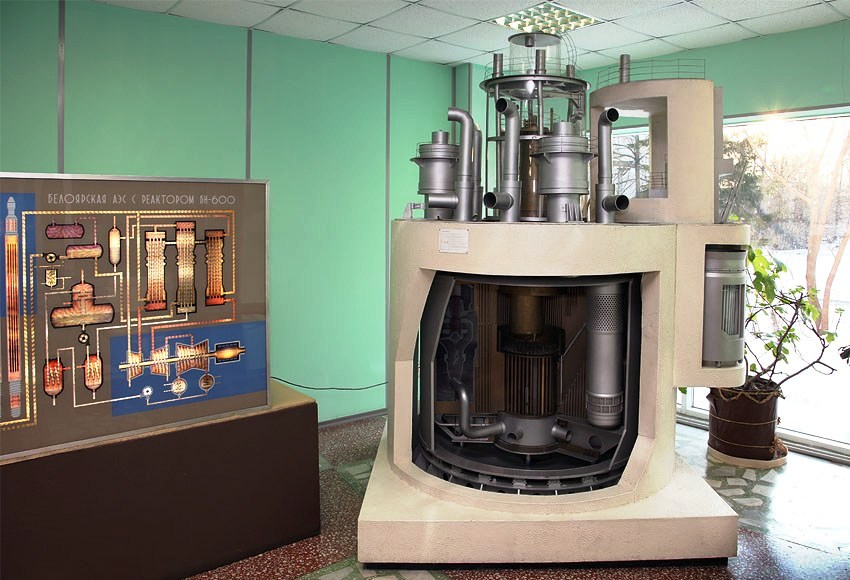
Maquette du réacteur BN-600 refroidi au sodium liquide

La puissance thermique de l'installation s'élève à 1470 MW, ce qui lui permet de générer une puissance électrique de 600 MW brut et 560 MW net. Le réacteur est composé de 369 éléments de combustible nucléaire à base de dioxyde d'uranium enrichi de 17 à 26 % en uranium-235. A titre de comparaison, le combustible de Superphénix était un mélange de dioxyde d'uranium et de dioxyde de plutonium (combustible MOX).
L'opérateur est Rosatom.  

## Histoire
Le réacteur BN 600 a été raccordé au réseau en 1980. 
Sa « période de rodage » et de mise au point a été difficile. Elle a duré une dizaine d’années, durant laquelle le réacteur a connu 23 arrêts d’urgence. En 1998, une fuite de sodium a eu lieu dans le circuit secondaire, lors d'une opération de maintenance du générateur de vapeur. 
Une canalisation a été coupée là où l'opérateur avait cru présent un bloc de sodium gelé. Le sodium n'était pas gelé, et environ 1 m3 de sodium s'est échappé. Il a fallu remplacer le bloc correspondant du générateur de vapeur.
Il est entré en phase d’exploitation commerciale : le taux de disponibilité moyen pour toute la durée d'exploitation est de 75,6 %, d'après les données de l'AIEA (il était l'une des 31 tranches en service en Russie).  
Le générateur de vapeur (élément qui a été à l’origine de plusieurs incidents dans Phénix) est dans le BN 600 cloisonné en plusieurs compartiments parallèles (6 échangeurs), ce qui est supposé en augmenter la sécurité. 
La production du réacteur est d'environ 600 MW dont 40 consommés par la ville voisine de Zaretchny et ses 27 000 habitants. 
Les arrêts de maintenance sont programmés en été, mais lors des pannes hivernales, un générateur au fioul est prévu en secours. 
Le successeur du BN-600 est le réacteur, BN-800, entamé en 2010 et visant une fin de construction en 2014, pour une mise en service vers 2020-2022, selon M. Michaël Bakanov cité par l'OPECST. Après la connexion du BN-800 au réseau en décembre 2015, le BN-600 continue cependant à être exploité.
Au sein de la centrale, une tranche dite BN-1200 (en) est destinée à produire un prototype industriel de futur réacteurs à neutrons rapides au sodium. Cette filière est en concurrence en Russie avec deux autres types et filière de réacteurs rapides, le premier à refroidissement au plomb liquide (projet BREST) et le second, à refroidissement au plomb-bismuth (comme dans certains réacteurs de sous-marins nucléaires (APL-705), qui devrait aboutir à la construction d’un réacteur (projet russe) SVBR de 100 MW. L'opérateur russe Rosatom étudie les trois filières, et espère pouvoir ainsi doubler le taux de combustion (burn-up) du combustible dans les réacteurs rapides du futur (il s'agit de passer d'un rendement de 9 à 11 % dans le BN 600 à 16 (voire 18 %) dans les futurs réacteurs dits de « quatrième génération » vers l’horizon 2020).
La transmutation des actinides mineurs souvent citée comme possible solution pour le futur ne semble pas encore envisagée dans cette centrale, mais le BN-800 pourra irradier des matériaux disposés en couverture. Du combustible MOX est prévu expérimentalement dans le BN-600, mais en usage normal pour les réacteurs suivants (BN-800 et BN-1200).